# Girls5eva
Girls5eva es una serie de televisión de comedia musical estadounidense, creada por Meredith Scardino, que se estrenó el 6 de mayo de 2021 en Peacock.Sigue a cuatro mujeres que formaban parte de una banda musical de chicas, llamada Girls5eva, que fue brevemente popular alrededor del año 2000, antes de convertirse en un grupo efímero de un solo éxito. Ahora, insatisfechas en sus diversas vidas, se reúnen para intentar volver a encontrar el éxito musical. El 14 de junio de 2021la serie fue renovada para una segunda temporada, que se estrenó el 5 de mayo. El 27 de octubre de 2022 se anunció que Peacock cancelaba la serie tras dos temporadas, pero Netflix la adquirió para emitir una tercera temporada,cuyo lanzamiento tuvo lugar el 14 de marzo de 2024.

## Premisa
Un banda de cantantes, famosa en la década de 1990, pero que solo logró tener un único éxito, tiene una oportunidad inesperada de regresar a los escenarios 20 años después, cuando su canción más famosa es sampleada por un rapero prometedor.

## Elenco

### Principal
- Sara Bareilles como Dawn, la calmada de Girls5eva
- Busy Philipps como Summer, la sexy de Girls5eva
- Paula Pell como Gloria, la siempre trabajadora de Girls5eva
- Renée Elise Goldsberry como Wickie, la feroz de Girls5eva

### Recurrentes
- Daniel Breaker como Scott, el esposo de Dawn
- Jonathan Hadary como Larry Plumb, gerente formal de Girls5eva
- Ashley Park como Ashley, la quinta integrante y la divertida de Girls5eva que fue el pegamento de la banda. Murió en 2004.
- Erika Henningsen como Gloria de joven

### Invitados
- Dean Winters como Nick, hermano de Dawn
- Jimmy Fallon como él mismo
- Andrew Rannells como Kev, el marido a larga distancia de Summer
- Tina Fey como Dolly Parton, que aparece en la imaginación de Dawn.
- Bowen Yang como Zander, fan de Wickie
- Vanessa Williams como Nance Trace, una gerente famosa

## Episodios

### Temporada 1
| N.º | Título             | Dirección      | Guion                              | Fecha de estreno  |
| --- | ------------------ | -------------- | ---------------------------------- | ----------------- |
| 1   | "Piloto"           | Kat Coiro      | Meredith Scardino                  | 6 de mayo de 2021 |
| 2   | "D´wasg"           | Brennan Shroff | Matt Murray y Meredith Scardino    | 6 de mayo de 2021 |
| 3   | "Alf Musik"        | Brennan Shroff | Lauren Gurganous y Michael Koman   | 6 de mayo de 2021 |
| 4   | "Carma"            | LP             | Anna Drezen y Azie Dungey          | 6 de mayo de 2021 |
| 5   | "Catskills"        | LP             | Chelsea Devantez y Berkley Johnson | 6 de mayo de 2021 |
| 6   | "Cease and Desist" | Kimmy Gatewood | Matt Whitaker                      | 6 de mayo de 2021 |
| 7   | "A.I.R.P.I.G"      | Kimmy Gatewood | Ava Coleman y Michael Koman        | 6 de mayo de 2021 |
| 8   | "Separ8ways"       | Chioke Nassor  | Anna Drezen y Meredith Scardino    | 6 de mayo de 2021 |

### Temporada 2
| N.° | Título                           | Dirección      | Guion                                                | Fecha de estreno original |
| --- | -------------------------------- | -------------- | ---------------------------------------------------- | ------------------------- |
| 1   | "Album Mode°                     | Jeff Richmond  | Meredith Scardino, John Mahone y Ava Coleman         | 5 de mayo de 2022         |
| 2   | "Trimphant return to the studio" | Brennan Shroff | Meredith Scardino, Ron Weiner y John Mahone          | 5 de mayo de 2022         |
| 3   | "Who U Know"                     | Brennan Shroff | Meredith Scardino, Liz Cackowski, y Azie Mira Dungey | 5 de mayo de 2022         |
| 4   | "Can't Wait 2 Wait"              | LP             | Meredith Scardino, Lauren Gurganous y John Mahone    | 12 de mayo de 2022        |
| 5   | "Leave a message if you love me" | Linda Mendoza  | Meredith Scardino, Matt Whitaker y John Mahone       | 19 de mayo de 2022        |
| 6   | "B.P.E."                         | Linda Mendoza  | Meredith Scardino, Sam Means y Taylor Cox            | 26 de mayo de 2022        |
| 7   | "Returnity"                      | Kimmy Gatewood | Meredith Scardino, John Mahone y Ava Coleman         | 2 de junio de 2022        |
| 8   | "Tour mode"                      | Kimmy Gatewood | Meredith Scardino, Sam Nulman y John Mahone          | 9 de junio de 2022        |

### Temporada 3
| N.° | Título        | Dirección      | Guion                                         | Fecha de estreno original |
| --- | ------------- | -------------- | --------------------------------------------- | ------------------------- |
| 1   | "Fort Worth°  | Kimmy Gatewood | Meredith Scardino y Dan Rubin                 | 14 de marzo de 2024       |
| 2   | "Bomont"      | Kimmy Gatewood | Meredith Scardino y Janine Brito              | 14 de marzo de 2024       |
| 3   | "Clarksville" | Kimmy Gatewood | Meredith Scardino y John Mahone               | 14 de marzo de 2024       |
| 4   | "Orlando"     | Kimmy Gatewood | Meredith Scardino y Sam Means                 | 14 de marzo de 2024       |
| 5   | "Cleveland"   | Kimmy Gatewood | Meredith Scardino, Robert Carlock y Sam Means | 14 de marzo de 2024       |
| 6   | "New York"    | Kimmy Gatewood | Meredith Scardino                             | 14 de marzo de 2024       |

## Producción

### Desarrollo
El 16 de enero de 2020, Tina Fey anunció en un evento de presentación para inversionistas de Peacock que era productora ejecutiva de una serie original para el próximo servicio de transmisión, Peacock.
La serie contará con la producción ejecutiva de Fey, Meredith Scardino, Robert Carlock, Jeff Richmond, David Miner y Eric Gurian. Las productoras involucradas son Fey's Little Stranger, Carlock's Bevel Gears, 3 Arts Entertainment y Universal Television. En octubre de 2020, se anunció que el episodio piloto sería dirigido por Kat Coiro .
Algunas filmaciones tuvieron lugar en Kaufman Astoria Studios en Queens, Nueva York, más conocido por haber sido el estudio de rodaje de Barrio Sésamo.
El 10 de agosto de 2020, Sara Bareilles fue elegida para un papel protagónico. En octubre de 2020, se declaró que Renée Elise Goldsberry, Busy Philipps y Paula Pell se unirían al elenco en papeles protagónicos junto a Bareilles. En el mismo mes, Ashley Park se unió al elenco en un papel recurrente. El 14 de abril de 2021, interpretaría un papel recurrente.

### Música
La mayoría de las canciones originales de Girls5eva fueron compuestas por el productor ejecutivo Jeff Richmond con las letras de Meredith Scardino. Las canciones se inspiraron en la música de finales de los noventa. Bareilles también contribuyó a escribir "4 Stars" y "I'm Afraid (Dawn's Song of Fears)";  Ella reveló que estaba influenciada por la música de Destiny's Child, NSYNC y ABBA . Un álbum de la banda sonora fue lanzado el 6 de mayo de 2021 a través de Epic Records . 
| Girls5eva: Music from the Peacock Original Series track listing |                                     |                      |          |  |
| N.º                                                             | Título                              | Artistas intérpretes | Duración |  |
| 1.                                                              | «Famous 5eva»                       | Sara Bareilles       | 3:03     |  |
| 2.                                                              | «Dream Girlfriends»                 | Bareilles            | 2:30     |  |
| 3.                                                              | «New York Lonely Boy»               | The Milk Carton Kids | 2:34     |  |
| 4.                                                              | «Space Boys»                        | Bareilles            | 2:31     |  |
| 5.                                                              | «I'm Afraid (Dawn's Song of Fears)» | Bareilles            | 3:22     |  |
| 6.                                                              | «The Splingee»                      | Bareilles            | 2:12     |  |
| 7.                                                              | «Boyz Next Door (Puber-Dude)»       | Andrew Rannells      | 2:36     |  |
| 8.                                                              | «Line Up»                           | Jeremiah Craft       | 2:51     |  |
| 9.                                                              | «4 Stars»                           | Bareilles            | 3:34     |  |

## Lanzamiento

### Marketing
El 17 de febrero de 2021, se lanzó un adelanto oficial de la serie.

### Transmisión
La serie se estrenó el 6 de mayo de 2021 en Peacock. En Canada, la serie se estrenaría en W Network el 3 de junio de 2021.

## Recepción
En Rotten Tomatoes, la serie tiene una calificación de aprobación del 100% basada en 27 críticas, con una calificación promedio de 8.1 / 10. El consenso crítico de la página web dice: "inteligente, divertida y lo suficientemente nostálgica, las ideas inteligentes de Girls5Eva son traídas a la vida por su talentoso cuarteto, cuyos dones individuales se unen para hacer la armonía de una dulce comedia."  En Metacritic, la serie tiene una puntuación de 80 sobre 100 basada en 18 reseñas de críticos que indican "reseñas generalmente favorables".